# Nemateleotris
Nemateleotris is een geslacht van straalvinnige vissen uit de familie van wormvissen (Microdesmidae). Het geslacht is voor het eerst wetenschappelijk beschreven in 1938 door Fowler.

## Soorten
- Nemateleotris decora Randall & Allen, 1973
- Nemateleotris helfrichi Randall & Allen, 1973
- Nemateleotris magnifica Fowler, 1938 – Vuurpijlvis